# Spelaseorchestia
Spelaseorchestia é um género de crustáceos da família Talitridae.
Este género contém as seguintes espécies:
- Spelaseorchestia kiloana